# Paloemeu (plaats)
Paloemeu (soms ook gespeld als Palumeu) is een inheems dorp waar vooral mensen van het Trio- en Wayanavolk leven. Er woont tevens een zeer kleine groep Aparai. Het dorp had 283 inwoners in 2020 waarvan de meerderheid Wayana spreekt. Paloemeu ligt in het ressort Tapanahony in het zuiden van het Surinaamse district Sipaliwini. Paloemeu ligt op de plaats waar de gelijknamige rivier Paloemeu samenvloeit met de Boven-Tapanahony. Vanaf deze plaats vormen beide rivieren de Tapanahonirivier.

## Transport
Het dorp is alleen per rivier en door de lucht bereikbaar. In de buurt van het dorp bevindt zich de Vincent Fayks Airstrip met een verbinding naar Zorg en Hoop Airport in Paramaribo.

## Geschiedenis
In begin jaren 1940 werd Paloemeu drie keer bezocht door basiya Lodewijk Schmidt, een Saramaccaner uit Ganzee die door de Surinamese overheid was ingehuurd om contact te leggen met de binnenlandse inheemse stammen en een kaart te maken met de verblijfplaatsen. Op 18 januari 1942, tijdens de derde expeditie, installeerde Schmidt Joeloe als eerste kapitein van het Trio-volk. Joeloe werd verantwoordelijk voor alle inheemsen die rond de Paloemeu-rivier woonden. In 2022 was de kapitein Essikeo Japawai.
Affivisiti · Agaigoni · Ajokojokondre · Akani Pata · Aloepi 1 & 2 · Alopi · Antino · Antonio do Brinco · Apetina · Benanoe · Benzdorp · Clementi · Cottica · Draai · Drietabbetje · Gakaba · Godo-olo · Godoro · Granbori · Herminadorp · Intelewa · Kampoe · Kawemhakan · Koemakapan · Kontina · Lensidede · Maboga · Maisa Kampu · Manlobi · Moitaki · Monpoesoe · Nikie · Paloemeu · Peleloe Tepoe · Peruano · Poeketi · Poeloegoedoe · Ronaldo · Sajé · Tjon Tjon · Tutu Kampu · Wanfinga · Wehejok